# M34 White Phosphorous grenade
M34 W.P. — ручная граната США.

## Описание
Граната собрана в корпусе из листовой стали, внутри которого размещён заряд из 425 грамм белого фосфора, в верхней части корпуса находится гнездо для запала М206А2.